# Sebastian Holmqvist
Sebastian Karl Oskar Holmqvist (13 febbraio 1993) è un giocatore di calcio a 5 e calciatore svedese, difensore dell'Hammarby e centrocampista.

## Carriera
Holmqvist è cresciuto nelle giovanili dell'AIK. Passato poi al Nyköping BIS, ha esordito in Division 1 in data 5 maggio 2013, subentrando ad Oscar Karlsson nella vittoria per 2-1 arrivata sul Valsta Syrianska. Il 21 aprile 2014 ha trovato il primo gol, nel 3-0 inflitto al Västerås SK.
L'anno seguente è passato allo Jönköpings Södra, in Superettan. Il 13 aprile 2015 ha giocato la prima partita con questa casacca, sostituendo Jesper Svensson nella vittoria per 1-0 sul Syrianska. Ha contribuito alla promozione del club in Allsvenskan, arrivata al termine di quella stessa annata.
Nel 2016 è passato in prestito ai norvegesi del Nest-Sotra.
Il 4 novembre 2016, lo Jönköpings Södra ha ufficializzato la rescissione del contratto di Holmqvist.
Il 4 febbraio 2017 ha firmato un accordo annuale con l'Assyriska.